# Euploea swierstrae
Euploea swierstrae är en fjärilsart som beskrevs av Pieter Cornelius Tobias Snellen 1891. Euploea swierstrae ingår i släktet Euploea och familjen praktfjärilar. Inga underarter finns listade i Catalogue of Life.